# Lytta nitidicollis
Lytta nitidicollis es una especie de coleóptero de la familia Meloidae.

## Distribución geográfica
Habita en California y Baja California (Estados Unidos).